# Anatoli Nazarov
Pour les articles homonymes, voir Nazarov.
Anatoli Mikhaïlovitch Nazarov (en russe : Анатолий Михайлович Назаров), né le 12 novembre 1876 et fusillé le 18 février 1918, est un cosaque du Don, général-major et ataman du Don.

## Biographie
Après des études dans le corps des cadets du Don Alexandre III Nazarov étudie à l’école d’artillerie Michel de Saint-Pétersbourg puis à l’académie militaire d'état-major Nicolas. Il participe à la guerre russo-japonaise de 1904-05.
En 1912 il est promu colonel. Lors de la Première Guerre mondiale il commande le 20e régiment de cosaques du Don. En avril 1915 il est grièvement blessé par un éclat d’obus et est peu après promu général-major. En février 1916 il est nommé commandant de la 2e brigade cosaque de Transbaïkalie puis, en mars 1917, de la 8e division de cosaques du Don. En avril 1917 il commande la division de cavalerie du Caucase et en août de la même année il devient chef d’état-major du 7e corps d’armée du Caucase.
En octobre 1917 l’ataman Kaledine retient Nazarov auprès de lui et en novembre ce dernier est nommé commandant de la garnison de Taganrog.
Après le suicide de Kaledine le 26 janvier 1918, l’assemblée des cosaques du Don désigne le général Nazarov en tant qu’ataman. Nazarov ne rejoint pas le général Popov dans la campagne de la steppe et décide de rester à Novotcherkassk.
Les rouges entrent dans Novotcherkassk le 12 février 1918, démettent de leurs fonctions les représentants des cosaques et dans le cadre de la terreur rouge qui suivit l’ataman Nazarov est fusillé le 18 février 1918 en compagnie d’autres généraux cosaques.